# Crotalaria decaryana
Crotalaria decaryana är en ärtväxtart som beskrevs av René Viguier. Crotalaria decaryana ingår i släktet sunnhampor, och familjen ärtväxter. Inga underarter finns listade i Catalogue of Life.